# Adolfo Aragüés
Adolfo Aragüés Sancho (Zaragoza, 4 de febrero de 1933-Zaragoza, 22 de mayo de 2010), fue un veterinario y naturalista español que destacó como ornitólogo. Destacó como defensor del medio ambiente y como divulgador de valores medioambientales.
Fue socio y directivo de la Sociedad Española de Ornitología (SEO). Participaba en programas de radio y colaboró en varios capítulos de la serie televisiva «El hombre y la Tierra» de Félix Rodríguez de la Fuente, en concreto en los capítulos sobre el quebrantahuesos y las aves esteparias. Fue también el fundador de la sociedad ecologista aragonesa ANSAR.
Redescubrió la presencia en el valle del Ebro del rocín, una alondra que se creía extinta (y a la que dedicó su tesis doctoral: La alondra de Dupont en la región aragonesa en el año 1992). Para proteger al rocín y otras aves esteparias defendió la creación de la reserva de «La Lomaza» en Belchite, la primera reserva de aves esteparias en Europa.

## Obras
- Aragón: Las aves y su medio (en preparación).
- Fauna de Aragón, Las Aves; Zaragoza, Guara, ed., 1980. Coautor chunto con Lucientes, J.
- Observaciones estivales en Gallocanta»; Ardeola, 20. Coautor chunto con Lucientes, J.; Pérez, E., y Bielsa, M. A.